# Biserica fortificată din Felmer, Brașov
Biserica evanghelică fortificată din Felmer, comuna Șoarș, județul Brașov, a fost construită în secolul XIII și este monument istoric, cod LMI BV-II-a-B-11697.

## Localitatea
Denumirea își are originea în numele unui preot care s-a stabilit în acel loc, împreună cu mai multe familii de coloniști, venite în anul 1206, și care au întemeiat un sat, căruia i-au dat numele preotului: Felmer, ulterior numele apărând și sub forma Felmern.
Prima atestare documentară: 6 septembrie 1206 într-un act de donație emis de regele Andrei al II-lea al Ungariei către Johannes Latinus (den Wallonen), având și denumirea de villa Welmer. Numele său mai apare și ca Johannes Latinus von Oplid (Apold) Den Wallon (Valonul, indicând originea sa din Valonia).  Felmer se numără printre primele localități atestate din România.
Din secolul al XIV-lea, Felmer a aparținut, cu scurte întreruperi, de Scaunul Rupea (în germană Repser Stuhl).
În 1532 apare denumirea "Felmer" pe prima hartă a Transilvaniei, întocmită pe principii cartografice de Johannes Honterus.
Din anul 1580 datează un document, păstrat în arhivele din Sibiu, care atestă că un proces între frații Bartholomäus și Michael Weinisch, din Felmer, pentru împărțirea unei proprietăți, a fost judecat de Universitatea Națiunii Săsești.
Primarul (în germană Honn) era ales de sași - de exemplu, Michael Knall a fost timp de nouă ani primar. Ultimul primar sas a fost Michael Kiltsch, ales în 1918.

### Biserica
Existența primei biserici din Felmer este menționată documentar din anul 1494, dar părți ale construcției de factură romanică datează din secolul al XIII-lea, construcția bisericii începând în 1250. 
În sec. XV biserica este transformată în biserică fortificată (Kirchenkastell ), prin ridicarea unei incinte fortificate din ziduri de protecție, prevăzute cu două bastioane. Inițial, în bastioane se păstrau grânele satului. 
Orga bisericii din Felmer a fost construită în anul 1780 de constructorul de orgi Johannes Prause, venit din Silezia și stabilit la Brașov. Este prima orgă construită de el în Transilvania. La momentul inaugurării orgii, organist era Joannes Figuli. 
 În 1995, când parohia evanghelică din Felmer mai număra doar 16 enoriași, orga din Felmer a fost dusă la Făgăraș, unde trăiesc mulți enoriași plecați din Felmer. Aici a fost restaurată de Hermann Binder, constructor de orgi din Sibiu și de Michael Kessler. Orga a fost repusă în funcțiune în 8 decembrie 1996, orele 17:00 în Biserica evanghelică din Făgăraș.
Analoghionul (în germană Lesepult) bisericii din Felmer, un pupitru înalt, mobil, pe care se pun cărțile de cult în biserică, poartă inscripția zur Ehre Gottes und zu dem Gedächtniß hat diese machen laßen Andereas Binder ANO 1766 (spre slava lui Dumnezeu și spre aducere aminte, acesta a fost comandat de Andereas Binder în anul 1766). În anul 1997, specialiști de la Muzeul „Astra” din Sibiu au restaurat analoghionul, care, ca și orga, se găsește în prezent în biserica evanghelică din Făgăraș.
Turla bisericii a fost terminată abia în anul 1795. Mai târziu, acolo s-a păstrat slănina locuitorilor satului.
În 1866 a fost renovată clopotnița. Ultima lucrare importantă de renovare a avut loc în 1909, când a fost ridicată și școala adiacentă incintei. Datorită molozului depozitat în jur, turnurile par, de atunci, mai mici. În jur s-a amenajat un șanț cu apă.  În clopotniță se află 3 clopote. Cel mare, datat 1614, cel mijlociu datat 1924, și cel mic, donat de asociația femeilor din Felmer, datat 1926.
În septembrie 2007, asociația HOG Felmern a reușit să încheia reparația acoperișurilor celor două turnuri și a acoperișului casei parohiale. Au început și lucrări de renovare interioară a bisericii. Se intenționează realizarea unui nou tablou pentru altar, pentru a-l înlocui pe cel furat cu câțiva ani în urmă.
Ansamblul bisericii evanghelice fortificate este înscris în Lista monumentelor istorice 2004 - Județul Brașov la nr. crt. 631 cod LMI: BV-II-a-B-11697, având la nr. crt. 632 cod LMI: BV-II-m-B-11697.01 Biserica evanghelică fortificată și la crt. 633 cod LMI: Incintă fortificată cu două turnuri.

## Fortificația
Fortificația prezintă o incintă poligonală cu turnuri de apărare, patru pătrate și unul hexagonal, se păstrează în forma inițială doar pe laturile de nord - est și sud-est. Din cele cinci turnuri, astăzi, mai există doar două in partea de nord - est, celelalte au fost demolate de săteni, materialele de construcție fiind folosite la construcția școlii și a anexei sale. Școala și anexa au fost vandalizate de către țiganii din sat și nu numai, astfel în parcurs de doar câțiva ani din acestea nu au mai rămas decât ruine.

## Școala
Cea mai veche școală din Felmer, înființată de sași, este documentată în anul 1488.
În secolul al XVI-lea, în matricola gimnaziului Honterus din Brașov apare înregistrat și un anume Melchior Felmerius, originar din Felmer. 
În 1909 a fost construită o nouă școală, din materialul rezultat din demolarea zidurilor și turnurilor bisericii.  În prezent, acesta este în ruine, lipită de zidul de incintă.
În prezent, la Felmer funcționează o școală generală cu clasele I-VIII, pe Strada Principală nr. 320, și o grădiniță cu program normal, ambele cu predare în limba română. 

## Galerie imagini

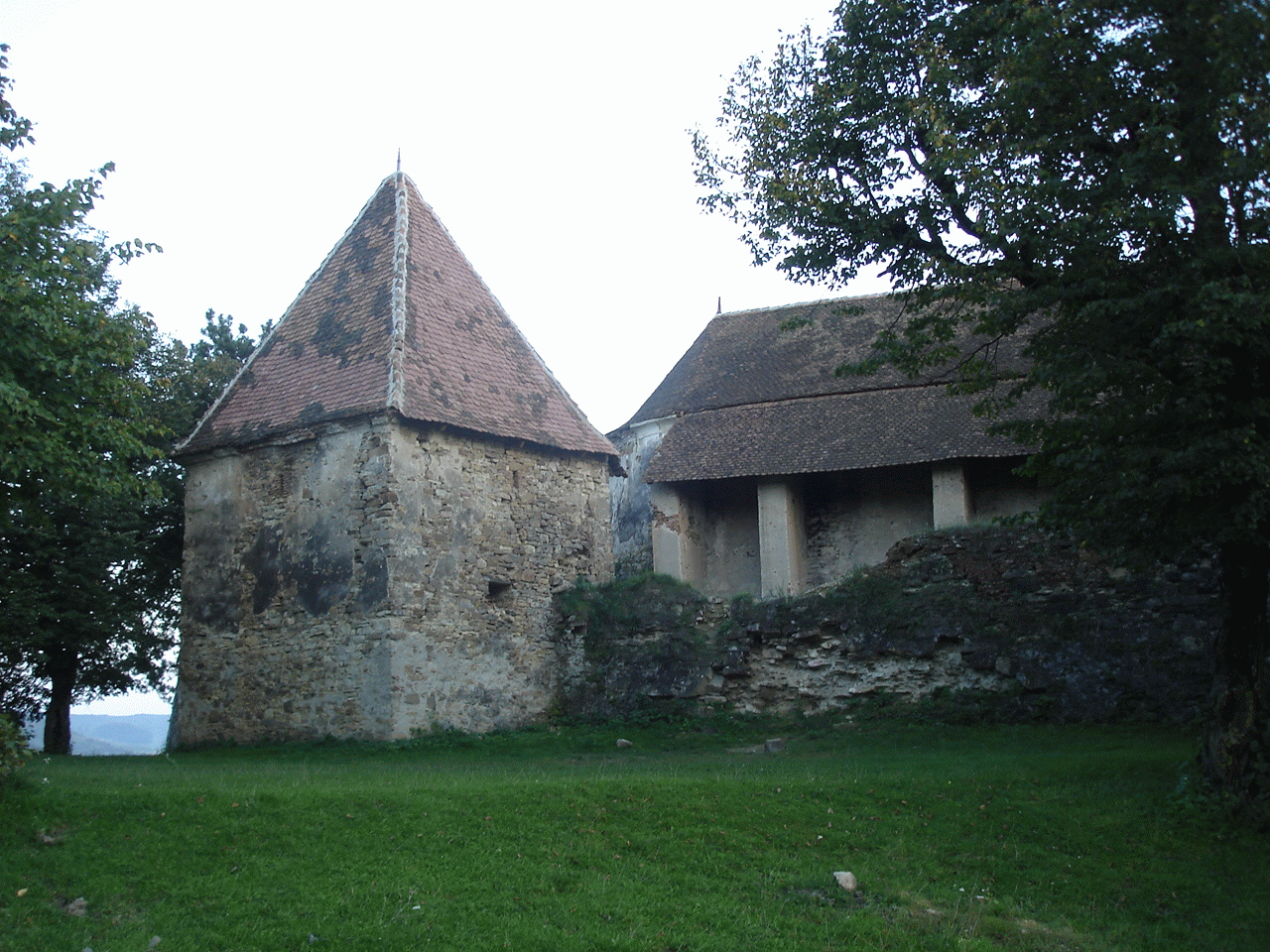
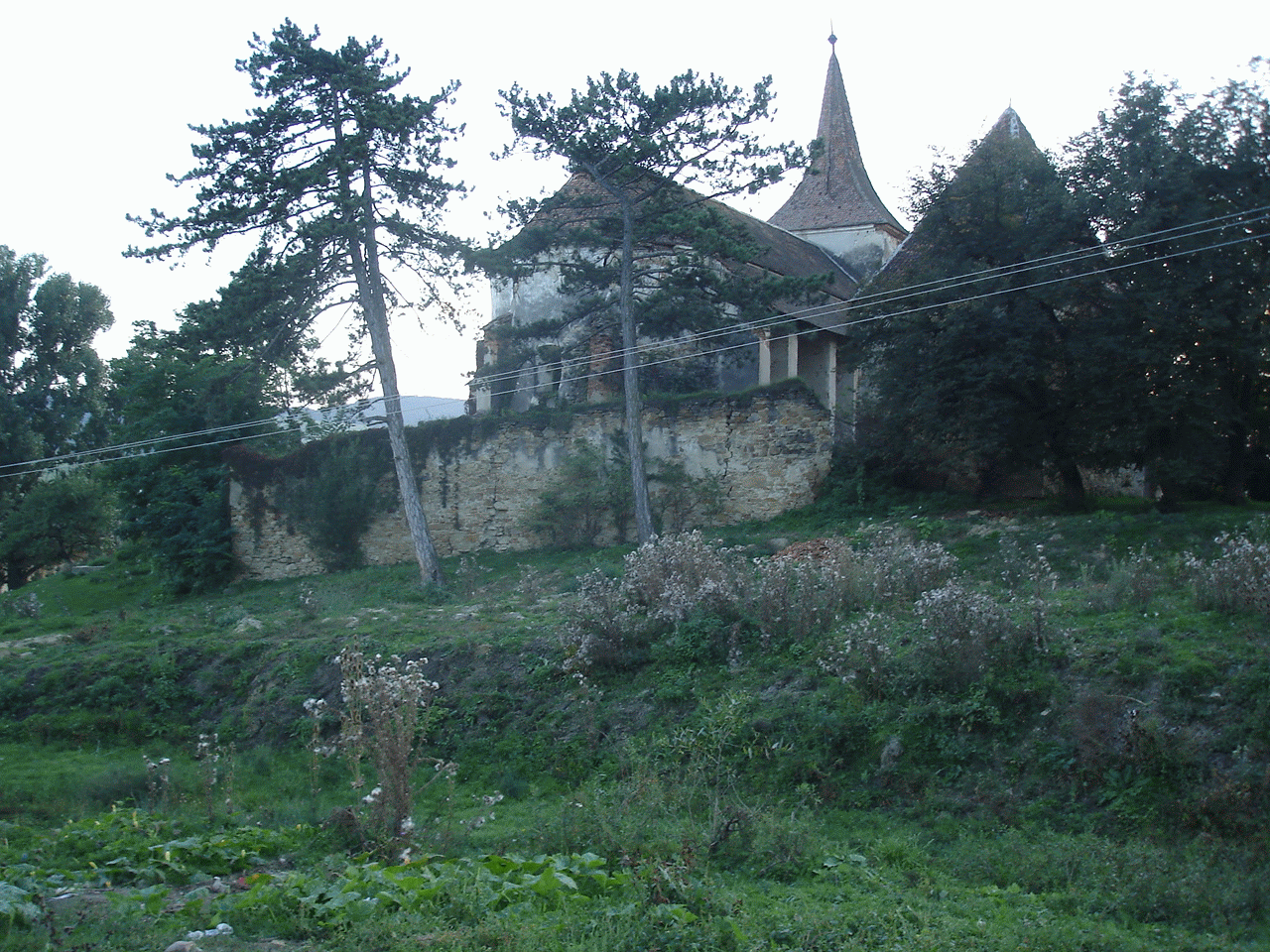
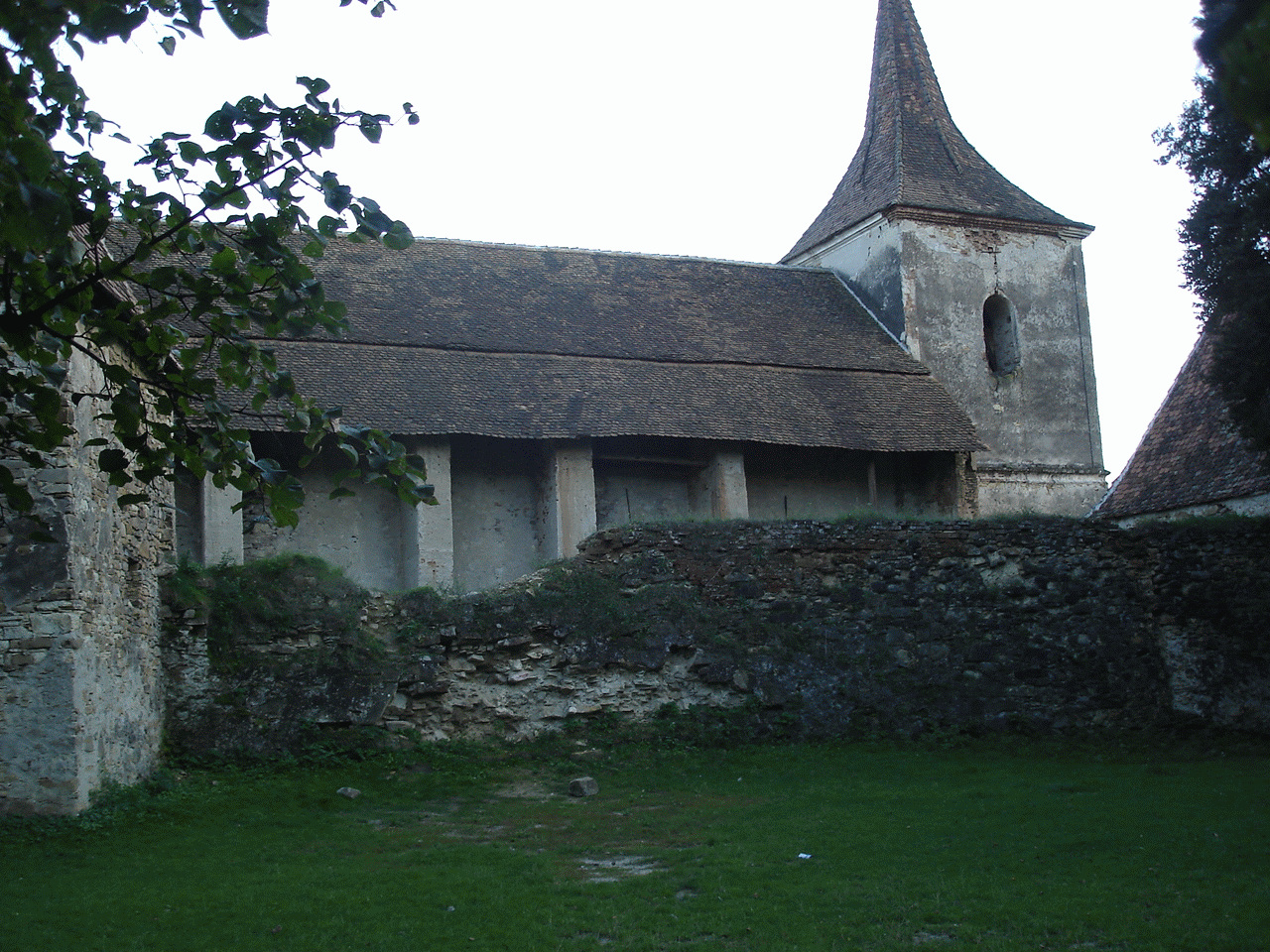